# 永不孤单
《永不孤单》（Never Alone），又名《基西玛·因日奇尤日阿》（Kisima Inŋitchuŋa），是一款由 Upper One Games 开发、E-Line Media 发行的解谜冒险类游戏，于 2014 年 11 月首次发行。游戏改编自传统的因纽皮雅特语故事“库努克萨尤卡”（Kunuuksaayuka），该故事由讲故事者罗伯特·纳斯鲁克·克利夫兰（Robert Nasruk Cleveland）在其作品集《黑河人的故事》（Stories of the Black River People）中首次记录。 玩家在因纽皮雅特女孩努娜（Nuna）和她的北极狐同伴之间切换，完成谜题，同时部分故事以因纽皮雅特语叙述。该游戏由库克湾部落委员会和 E-Line Media合作制作，是一款由原住民制作的电子游戏。名为《永不孤单：Foxtales》（Never Alone: Foxtales）的 DLC 于 2015 年 7 月 28 日发布，续集于 2022 年 2 月宣布推出。该游戏获得了多个奖项，其概念、故事和艺术设计受到积极评价，但其平台元素受到批评。

## 游戏玩法和情节
玩家角色扮演因纽皮雅特女孩努娜和她的北极狐。作为一款“氛围丰富的解谜平台游戏”， Never Alone 的谜题要求玩家在努娜和狐狸之间交换控制权。狐狸速度很快，而努娜可以使用流星锤捡起物品并开辟新区域。游戏的故事及其结构基于代际智慧的传承。故事分为八个章节。詹姆斯·纳吉克用因纽皮雅特语讲述故事。与传统的平台游戏不同，《Never Alone》需要玩家克服障碍、击败敌人，而《Never Alone》则会奖励玩家可收集的“文化见解”，包括因纽皮雅特长老、讲故事的人以及社区成员分享故事的短片。游戏的核心情节设定在阿拉斯加雪原的严酷自然环境中，围绕着发现肆虐努娜村庄的暴风雪的源头并恢复自然平衡展开。其他故事还包括暴雪人、小矮人、杀人魔、滚头怪和天空人的故事。故事发生在严酷的物理环境中。游戏官方提供16种语言的字幕。

## 发行
《Never Alone》由 Upper One Games 与作家 Ishmael Hope（一位拥有因纽皮雅特人和特林吉特人血统的叙事者和诗人）以及库克湾部落理事会共同开发。库克湾部落理事会是一个非营利组织，致力于与居住在阿拉斯加城市地区的原住民群体合作。部落理事会与电子游戏教育公司 E-Line Media 合作，萌生了《Never Alone》的创意，将其作为“分享、庆祝和弘扬[原住民]文化”系列游戏的一部分。部落理事会旗下的营利性公司 Upper One Games 是“美国历史上第一家由原住民拥有的电子游戏开发商和发行商”。他们开发这款游戏的目的是探索“作为人的意义”以及代际故事。它旨在以娱乐的方式分享原住民文化的故事，并重振人们对阿拉斯加原住民民间传说的兴趣。游戏的收益将用于资助部落理事会的教育使命。
E-Line 创意总监肖恩·维斯（Sean Vesce）对“深入社区，深入了解当地文化，并尝试将他们的价值观和神话融入游戏”的机会感到兴奋。维斯和他的团队“多次前往阿拉斯加”与社区成员见面，收集故事和图像，并“被当地讲故事传统的丰富性、美感和深度所震撼”。他意识到“这些元素从未在电子游戏中得到真正探索”。维斯曾在Crystal Dynamics和动视（Activison）担任领导职务。维斯在西雅图组建并领导了一支12人的开发团队，他们与“40位阿拉斯加原住民长老、讲故事的人和社区成员”紧密合作，共同打造了这款游戏。《Never Alone》采用 Unity 引擎开发。游戏提供本地合作模式。
《永不孤单：Foxtales》
该游戏的首个扩展包名为《永不孤单：Foxtales》，于2015年7月16日发布。该扩展包新增关卡并扩展了剧情，于2015年7月28日在全球发行，适用于Microsoft Windows、PlayStation 4和Xbox One平台。此外，该扩展包也于2022年2月24日免费包含在任天堂Switch主机游戏内。